# Río Cape Fear

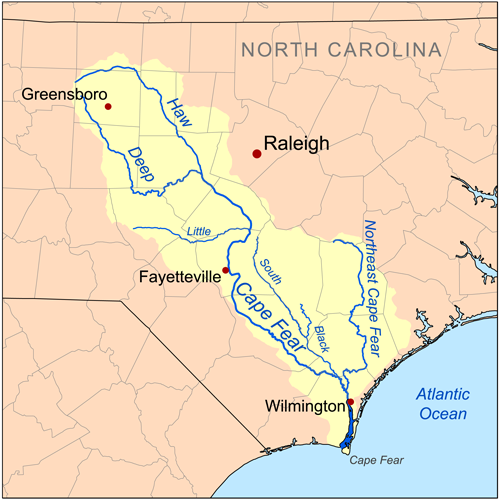
Río Cape Fear

El río Cape Fear es un río en el este de Estados Unidos a lo largo de 325 kilómetros, que desemboca en el Océano Atlántico.

## Ruta
El río nace en Haywood, Carolina del Norte, en la confluencia de los ríos profundos "Haw" justo abajo de las aguas del Lago de Jordania. Luego dirige al sureste, pasando por Lillington, Fayetteville y Elizabethtown. A continuación, recibe las aguas del Río Negro (16 kilómetros al noroeste de Wilmington), una ciudad en el noreste del río. Por último, se dirige al sur para terminar en un estuario de largo en unos 5 km al oeste de Cape Fear.

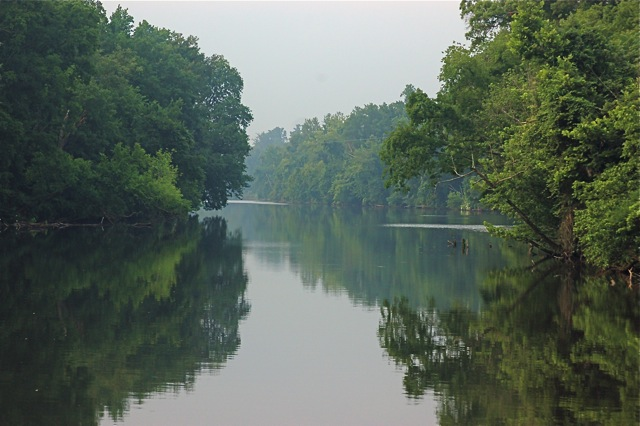
Afluente Haw, colindante del río Cape Fear.

## Historia
Las orillas del río y su desembocadura sirvieron como refugio para las primeras colonias europeas en las Carolinas en 1661. En particular, Cape Fear, era integrado por personas de Nueva Inglaterra a través las empresas de Nueva Inglaterra.

## Puentes
- Cape Fear Memorial
- S. Thomas Rhodes
- Isabelle Stellings Holmes
- Dan Cameron
- Parsley Street